# Bernice Claire
Bernice Claire est une actrice américaine née le 22 mars 1907 et morte le 17 janvier 2003 d'une pneumonie.

## Filmographie
- 1930 : No, No, Nanette de Clarence G. Badger : Nanette
- 1930 : Spring Is Here de John Francis Dillon : Betty Braley
- 1930 : Le Chant de la flamme (Song of the Flame) d'Alan Crosland : Aniuta
- 1930 : Numbered Men de Mervyn LeRoy : Mary Dane
- 1930 : Top Speed de Mervyn LeRoy : Virginia Rollins
- 1931 : Kiss Me Again : Mlle Fifi
- 1932 : The Red Shadow de Roy Mack et Kurt Neumann : Margot Fontaine
- 1934 : The Flame Song de Joseph Henabery : Anita
- 1935 : Two Hearts in Harmony de William Beaudine : Micky
- 1935 : Meet the Professor de Milton Schwarzwald
- 1935 : The Love Department de Roy Mack : Beatrice Blair
- 1938 : Forget-Me-Knots de Roy Mack : Bernice